# Athyrium bomicola
Athyrium bomicola är en majbräkenväxtart som beskrevs av Ren-Chang Ching. Athyrium bomicola ingår i släktet Athyrium och familjen Athyriaceae. Inga underarter finns listade.